# UC3 Nautilus
UC3 Nautilus — частная подводная лодка. Была спущена на воду 3 мая 2008 года в Копенгагене, Дания. Была построена за 3 года как художественный (любительский) проект Петера Мадсена и группы энтузиастов. Её стоимость — около 200 000 долларов США (1,5 миллионов датских крон, DKK).
Это третья подводная лодка Петера Мадсена и крупнейшая частная субмарина в мире. Её длина — 17,76 м, ширина — 2 м, водоизмещение: надводная пустая — 37 тонн, надводная полная — 40 тонн, подводная — 48 тонн.

## Спуск на воду
В день спуска на воду, подводная лодка имела водоизмещение только 32 тонны и была еще не завершена. Спуск состоялся на торжественной церемонии на западной стороне Рефсхалеёэн. Затем лодку отбуксировали в Копенгаген, где произошло дальнейшее оснащение и монтаж оборудования в течение следующих нескольких месяцев. К августу 2008 года «Наутилус» уже мог идти самостоятельно. В первый рейс подводная лодка вышла с экипажем, почти все члены которого были из дивизии подводных лодок Королевского Датского Военно-морского флота. Целью моряков была оценка подводной лодки и её маневренности. Они положительно оценили лодку. В октябре 2008 года Nautilus совершил первое погружение.

## Характеристики
Экипаж «Наутилуса» — до восьми человек для работы на поверхности и четыре — под водой. Nautilus движется со скоростью 5,55 узлов (10,4 км/ч), в зависимости от погоды и от того, где находится — на поверхности или под водой. Лодка имеет два 1500-литровых резервуара, один с пресной водой, второй с топливом. Погружение и всплытие может быть осуществлено при помощи электрического насоса, что является обычной процедурой, или с помощью сжатого воздуха, как запасного, если насос выходит из строя. Основные балластные цистерны, по 8000 литров, наполняются и опустошаются со скоростью до 400 литров воды в секунду.
«Наутилус» может погружаться на перископную глубину за 20 секунд. Лодка имеет теоретическую глубину погружения в пределах до 400—500 м, номинальная глубина погружения ограничена 100 м.
Nautilus не имеет торпедного аппарата или любых других форм вооружения. Имеет 16 иллюминаторов (8 с каждого борта, 2 из которых больших размеров) для непосредственного наблюдения.
Перископ имеет 5 видеокамер, обеспечивая 360 градусов панорамного обзора на видеоэкранах в диспетчерской (под люком палубы).
Имеет два дизельных двигателя, один из которых непосредственно для движения. Другой вращает генератор и вырабатывает 3-фазный электрический ток, что обеспечивает питание для бортового оснащения и для зарядки электробатарей. Есть больше тонны больших 12-вольтных батарей на борту (в корме в моторном отсеке). Электрический двигатель на валу винта — постоянного тока, может работать самостоятельно или в тандеме с главным дизелем, соединенный с валом винта на цепной передаче для вращения 80-килограммового, пятилопастного латунного винта.
Весной 2009 года был установлен шноркель, поэтому подводная лодка может плыть в подводном положении на дизельной тяге. «Наутилусом» может управлять один человек из диспетчерской. Все органы управления и индикаторы для плавучести, насосов, двигателей, давления воздуха, связи, видео и других электрических систем доступны с места капитана. Однако, по состоянию на июль 2010, экипаж в машинном отсеке, как и ранее, необходим для выполнения ручного переключения запуска систем погружение/всплытие, правильной настройки клапанов для вытяжки через шноркель и управления дизельными двигателями.
Лодка может идти на собственном дизельном двигателе до восьми минут под водой (без шноркеля), потому что для дизельного двигателя, в отличие от электрического двигателя, нужен постоянный приток воздуха во время погружения. Давление воздуха внутри лодки при этом падает почти до того, что и на высоте 3000 метров над уровнем моря, так как двигатель использует воздух из боевого отделения, если не используется шноркель.

## Использование
Лодку посещало много людей, в том числе и различного рода организованные группы.
Лодка принимала участие в попытке запуска ракеты и космических аппаратов HEAT1X-TYCHO Браге, построенных в Дании некоммерческой ракетной группой Copenhagen Suborbitals. Во вторник 31 августа 2010 UC3 Наутилус буксировал стартовую платформу от Копенгагена до места запуска неподалеку от Nexø, в Борнхольме.
В январе 2011 Nautilus вернулся в Рефсхалеёэн и был поставлен на берегу для модернизации и капитального ремонта, как ожидалось на несколько месяцев.

## Убийство Ким Валль
11 августа 2017 года лодка затонула в водах к югу от Копенгагена. Её капитан, Петер Мадсен был спасён ВМС Дании и благополучно доставлен на один из кораблей флота.
12 августа стало известно, что владельца и изобретателя лодки Петера Мадсена арестовали по подозрению в непредумышленном убийстве шведской журналистки Ким Валль, которая находилась на борту в качестве пассажира.
13 августа субмарина была поднята, однако тела пропавшей Ким Валль на ней обнаружено не было.
21 августа 2017 года на острове Амагер было обнаружено выброшенное на берег тело, с прикреплённым куском металла — видимо, с целью удержания его на морском дне. 23 августа полиция Копенгагена подтвердила, что был найден труп Ким Валль. Голова и ноги были отделены от туловища, вместе с одеждой и ножом они были найдены 6 октября 2017 года на морском дне недалеко от Копенгагена; они находились в полиэтиленовых пакетах, также утяжелённых металлическими предметами. На черепе не было переломов или иных следов тупой травмы, что опровергало заявление Мадсена о падении на голову Валль 70-килограммового люка.
В конце октября 2017 года стало известно, что Петер Мадсен сознался в расчленении трупа и выдвинул новую версию гибели Ким Валль — отравление угарным газом.

### Расследование и уголовное дело
Датская полиция собрала более 300 показаний. Из-за течений поиск был расширен на территориальные воды Швеции. Вскоре была обнаружена и поднята затонувшая подводная лодка. При её осмотре выяснилось, что она была затоплена умышленно. Позже внутри лодки были обнаружены следы крови. ДНК-анализ показал, что кровь принадлежит Ким Валль. 23 января 2018 года прокуратура выдвинула обвинение против Петера Мадсена. По версии обвинения Мадсен пытал Валль, прежде чем убить её.
25 апреля 2018 года Петер Мадсен был признан виновным в убийстве Ким Валль и приговорён к пожизненному заключению.